# شکنجه

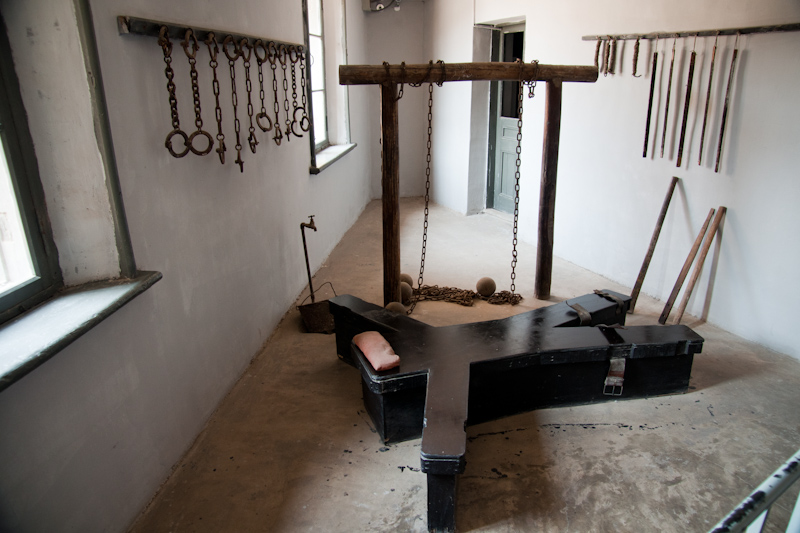
نگاره‌ای از اتاق شکنجه در زندان قدیمی پورت آرتور در دالیان، چین.

شکنجه هر عملی است که به واسطهٔ آن و تعمداً درد و رنجی شدید، خواه جسمی یا روحی، بر فرد اعمال شود، آن هم برای اهدافی چون کسب اطلاعات یا اعتراف‌گیری از او یا از یک شخص ثالث، یا با هدف تنبیه او به دلیل انجام عملی که او یا شخص ثالثی مرتکب شده، یا مظنون به ارتکاب آن است، یا با هدف ارعاب و واداشتن او یا شخص ثالث (به انجام کاری)، یا برای هر دلیلی که بر پایه تبعیض از هر نوعی باشد، به ویژه هنگامی که چنین درد و رنجی از سوی یک مقام یا فرد دیگری برخوردار از سمتی رسمی یا به تحریک یا رضایت یا قبول وی اعمال شده باشد. شکنجه شامل درد و رنجی که صرفاً منبعث از احکام قانونی یا ذاتی این احکام یا بخشی از آن‌ها باشد، نیست.

## تاریخچه شکنجه

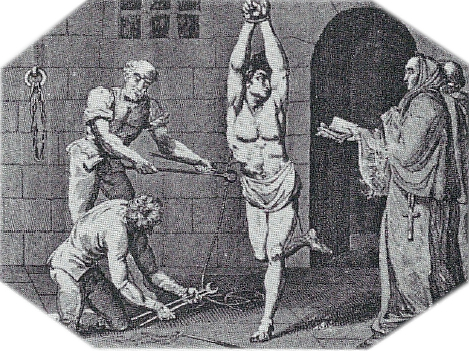
کشیش‌های مسیحی در دوران موسوم به «قرون وسطی» به «تفتیش عقاید» در محکمه‌های بازجویی دینی روی آورده بودند. در نقاشی، کشیش‌ها مراسم شکنجه مردی که متهم به همجنس‌گرایی شده است را قبل از اعدام وی نظارت و صحنه‌گردانی می‌کنند.

در طول تاریخ، عنصر شکنجه از جمله مهم‌ترین وسایل ایجاد رعب و وحشت در میان مردم از حکومت‌ها و نظام‌های مختلف جامعه بشری بوده که هنوز هم این روش‌های قرون وسطایی در برخی کشورهای جهان ادامه دارد.
در دوران جمهوری رم، گواهی برده قبل از شکنجه ارزشی نداشت و آن برده ابتدا حتماً باید شکنجه می‌گشت تا در زیر شکنجه به واقعیت اعتراف کند و بعد ممکن بود از شهادتش در دادگاه استفاده شود.
پیامبران و افراد مورد احترام مذهبی مشهوری از جمله مریم مجدلیه و عیسی مسیح در دین مسیحیت، و در دین اسلام سمیه دختر خباب مادر عمار و پدرش یاسر از دیگر قربانیان شکنجه هستند.
در طول تاریخ، فلاسفه و دانشمندان مشهوری از جمله ارسطو، گالیله و فرانسیس بیکن از مشهورترین قربانیان شکنجه دولتی هستند که توسط نظام‌های وقت و بعضاً توتالیتر مذهبی و در دادگاه‌های قرون وسطایی به زیر دستگاه شکنجه سپرده می‌شدند.
در دوران فرمانروایی مطلق کلیسای کاتولیک در اروپا، بسیاری در دادگاه‌های تفتیش عقاید متهم به ارتداد، شرک و جادوگری می‌شدند. این افراد ابتدا محکوم به تحمل شکنجه و نهایتاً اعدام به صورت‌های بسیار غیرانسانی می‌گشتند.
نهایتاً پاپ ژان پل دوم، با تأیید دوره مشهور به «جنایات کلیسا» برای نخستین‌بار در تاریخ کلیسای کاتولیک، با «اشتباه» خواندن بیش از صد عمل کلیسا در آن دوران، از قربانیان شکنجه و مردم جهان عذرخواهی کرد.

## قطعنامه سازمان ملل متحد علیه اعمال شکنجه

کشورهای عضو کنوانسیون منع شکنجه به رنگ سبز پررنگ، کشورهایی که امضا کرده ولی هنوز این پیمان را تصویب نکرده‌اند سبز کم‌رنگ و کشورهایی که این معاهده را امضا نکرده‌اند به رنگ خاکستری نشان داده شده‌اند.

سازمان ملل متحد در قطعنامه‌ای در سال ۱۹۸۷ انجام هر گونه اذیت، آزار و رفتار غیرانسانی و بشری در کره زمین را محکوم کرد و در منشور قطعنامه‌ای با همین نام خواستار پیوستن کشورهای جهان به معاهدهٔ منع شکنجه (UNCAT) و مجازات و پیگیری عوامل شکنجه (مخصوصاً شکنجه‌های دولتی) در سرتاسر دنیا شد. مهم‌ترین بخش‌های این قطعنامه بندهای ۱، ۲، ۳ و اولین پاراگراف از بند ۱۶ هستند.